# نهائي كأس إسبانيا 1955
نهائي كأس إسبانيا 1955 وسُمي آنذاك نهائي كأس رئيس الجمهورية هو النهائي رقم 54 في إطار البطولة التي بدأت سنة 1902، وتوقفت عامين بعد ذلك النهائي أعوام 1937 و 1938، بسب الحرب الأهلية الإسبانية. جمعت المباراة النهائية أتلتيك بيلباو ونادي إشبيلية بتاريخ 5 يونيو وأُقيم على ملعب تشامارتن في العاصمة مدريد وتمكن نادي أتلتيك بيلباو من الفوز بنتيجة 1-0.